# Wolfhart Pannenberg
Wolfhart Pannenberg, né le 2 octobre 1928 à Stettin en Allemagne (aujourd'hui Szczecin, en Pologne), et mort le 4 septembre 2014 à Munich, est un théologien protestant allemand d'une importance majeure. Auteur de nombreux ouvrages et articles portant sur la christologie, professeur de théologie systématique à la Faculté de théologie protestante de Munich, il opère une synthèse entre l'épistémologie contemporaine et l'enseignement luthérien.

## Biographie et doctrine
Pannenberg a été baptisé très jeune dans l'Église protestante luthérienne, mais n'a eu pratiquement aucun contact avec l'Église au cours de ses premières années. Vers l'âge de seize ans, pourtant, il a connu une expérience religieuse très profonde qu'il a appelée par la suite son « expérience lumineuse ». Pour essayer de la comprendre, il a commencé à explorer les travaux de grands philosophes et de penseurs religieux. Un professeur de littérature au lycée, qui avait fait partie de l'Église confessante pendant la Seconde Guerre mondiale, l'a encouragé à étudier attentivement le christianisme, ce qui a eu pour résultat la « conversion intellectuelle » de Pannenberg, à la suite de quoi il a conclu que le christianisme est la meilleure option religieuse possible. C'est de là qu'est née sa vocation de théologien.
L'épistémologie est essentielle dans son projet théologique. Pannenberg a subi profondément l'influence d'un mentor, Edmund Schlink, qui proposait de distinguer entre la vérité analogique, c'est-à-dire une vérité descriptive ou modèle, et la vérité doxologique, ou vérité comme immanence dans la vénération[pas clair]. Dans cette façon de penser, la théologie essaie d'exprimer la vérité doxologique. À ce titre c'est une réponse à la révélation de soi que Dieu nous fait.
La façon dont Pannenberg comprend la révélation est fortement conditionnée par sa lecture de Karl Barth et de Hegel. Le concept hégélien de l'histoire comme un processus dans le déroulement duquel l'Esprit et la liberté se révèlent se combine avec une notion barthienne de la révélation qui a lieu « verticalement et d'en haut ». Pannenberg affirme la résurrection du Christ comme une révélation proleptique de ce qu'est l'histoire dans son déroulement[pas clair] tout en rejetant le point de départ traditionnel, « venu d'en haut », c'est-à-dire l'étude de Jésus-Christ à partir de l'Incarnation. Il élabore une christologie « venant d'en bas » et tirant ses affirmations d'un examen critique de la vie de Jésus de Nazareth. Il s'écarte par conséquent de la doctrine chalcédonienne de l'union hypostatique des « deux natures » telles que les définit le symbole de Chalcédoine. Il préfère considérer la personne du Christ dans la lumière de la résurrection. Cet accent sur la résurrection comme la clé de l'identité du Christ a conduit Pannenberg à défendre son historicité, en particulier l'expérience du Christ ressuscité dans l'histoire de l'Église primitive.
Un point central de sa réflexion est sa défense de la théologie en tant que discipline théorique rigoureuse, susceptible d'une interaction critique avec la philosophie, l'histoire et, surtout, avec les sciences de la nature. La théologie de Pannenberg a fortement influencé les théories cosmologiques de l'Américain Frank Tipler, et particulièrement ses théories sur un univers fermé et le point Oméga.
L’intelligibilité de la foi chrétienne dépend pour Pannenberg de la capacité à rendre compte de la résurrection du Christ dans l’histoire humaine. Il présente la Résurrection comme pleinement historique et atteignable par l’histoire, en arguant que si les récits rapportant la résurrection du Christ n’étaient pas historiques, ils seraient donc mythologiques et dès lors proprement incroyables. Dans la Résurrection se trouve « le principe ontique ou même ontologique fondamental de la christologie ». Pour Pannenberg, l’autorité de Jésus pré-pascal n’a qu’une valeur anticipatoire (proleptique). On peut cependant déjà découvrir une revendication universelle dans les particularités de cette prédication pré-pascale : « Tout se ramène en réalité au problème du rapport entre la prétention de Jésus et sa confirmation par Dieu. » C’est la Résurrection, confirmant cette prétention, qui fonde la divinité de Jésus en même temps qu’elle en est la révélation définitive : « En fait, Jésus, à cause de sa Résurrection est reconnu comme celui qu’il était déjà, mais que l’on ne pouvait pas reconnaître comme tel avant Pâques ; bien plus, il est reconnu comme celui qui sans cet événement n’aurait pas été tel ».

## Carrière
Pannenberg a été sans interruption professeur dans diverses universités à partir de 1958. Jusqu'en 1961, il était professeur de théologie systématique à l'université de Wuppertal. De 1961 à 1968, il a été professeur à Mayence. Il a été plusieurs fois professeur invité à l'université de Chicago (1963), à Harvard (1966) et à la Claremont School of Theology ; À partir de 1968, il est professeur de théologie systématique à l'université de Munich.
Tout au long de sa carrière, Pannenberg est resté un auteur prolifique. À la date de décembre de 2008, sa « page de publication » sur le site Web de l'université de Munich énumère 645 publications théoriques à son nom.

## Publications

### En langue française
- Esquisse d'une christologie (1971), Cerf, 1999
- Le Symbole des Apôtres (1974), Cerf, 2013
- Métaphysique et idée de Dieu (1988), Cerf, 2003
- Théologie systématique (1988-1993), 3 vol., Cerf, 2008-2013
- Théologie et Royaume de Dieu (1971), Labor et Fides, 2021

### En langue allemande
- Die Prädestinationslehre des Duns Skotus im Zusammenhang der scholastischen Lehrentwicklung. Forschungen zur Kirchen- und Dogmengeschichte 4. Vandenhoeck & Ruprecht, Göttingen 1954 (Dissertation)
- (Hrsg.:) Offenbarung als Geschichte. Kerygma und Dogma Beiheft 1. Vandenhoeck & Ruprecht, Göttingen (1961) 5. Aufl. 1982 (engl.: Revelation as History, 1968)
- Grundzüge der Christologie. (1964) 7. Aufl. Mohn, Gütersloh 1990  (ISBN 3-579-04014-6) (engl.: Jesus — God and Man, 1968)
- Reformation zwischen gestern und morgen. Aspekte moderner Theologie 7. Mohn, Gütersloh 1969
- Theologie und Reich Gottes. Mohn, Gütersloh 1971  (ISBN 3-579-04096-0)
- Christentum und Mythos. Späthorizonte des Mythos in biblischer und christlicher Überlieferung. Mohn, Gütersloh 1972  (ISBN 3-579-04228-9)
- Gegenwart Gottes. Predigten. Claudius Verlag, München 1973  (ISBN 3-532-61128-7)
- Wissenschaftstheorie und Theologie. (1973) stw 676. Suhrkamp, Frankfurt a.M. 1987  (ISBN 3-518-28276-X) (engl.: Theology and the Philosophy of Science, 1976)
- Ethik und Ekklesiologie. Gesammelte Aufsätze. Vandenhoeck & Ruprecht, Göttingen 1977  (ISBN 3-525-56139-3)
- Die Bestimmung des Menschen. Menschsein, Erwählung und Geschichte. Kleine Vandenhoeck-Reihe 1443. Vandenhoeck & Ruprecht, Göttingen 1978  (ISBN 3-525-33423-0)
- Gottesgedanke und menschliche Freiheit. (1974) 2. Aufl. Vandenhoeck & Ruprecht, Göttingen 1978  (ISBN 3-525-01605-0)
- Grundfragen Systematischer Theologie. Gesammelte Aufsätze. Vandenhoeck & Ruprecht, Göttingen 1967/1980 (Bd. 1: 1967. 2. Aufl. 1971  (ISBN 3-525-58141-6); Bd. 2: 1980  (ISBN 3-525-58142-4))
- Gottebenbildlichkeit als Bestimmung des Menschen in der neueren Theologiegeschichte. Sitzungsberichte / Bayerische Akademie der Wissenschaften: Philosophisch-Historische Klasse 1979,8. Verl. der Bayerischen Akad. der Wiss., München 1979  (ISBN 3-7696-1501-8)
- Christliche Spiritualität. Theologische Aspekte. Kleine Vandenhoeck-Reihe 1519. Vandenhoeck & Ruprecht, Göttingen 1986  (ISBN 3-525-33522-9)
- Christentum in einer säkularisierten Welt. Herder, Freiburg i. Br. 1988  (ISBN 3-451-21244-7)
- Metaphysik und Gottesgedanke. Kleine Vandenhoeck-Reihe 1532. Vandenhoeck & Ruprecht, Göttingen 1988  (ISBN 3-525-33541-5)
- Das Glaubensbekenntnis. Ausgelegt und verantwortet vor den Fragen der Gegenwart. Gütersloher Taschenbücher Siebenstern 1292. 5. Aufl. Gütersloher Verlagshaus Mohn, Gütersloh 1990  (ISBN 3-579-01292-4)
- Systematische Theologie. 3 Bde. Vandenhoeck & Ruprecht, Göttingen 1988/1991/1993 (zentrales Werk) (engl.: Systematic Theology, 1991ff.)
  - Bd. 1: 1988  (ISBN 3-525-52185-5)
  - Bd. 2: 1991  (ISBN 3-525-52187-1)
  - Bd. 3: 1993  (ISBN 3-525-52190-1)
- Was ist der Mensch? Die Anthropologie der Gegenwart im Lichte der Theologie. Kleine Vandenhoeck-Reihe 1139. 1962, 8. Aufl. Vandenhoeck & Ruprecht, Göttingen 1995  (ISBN 3-525-33187-8)
- Anthropologie in theologischer Perspektive, Vandenhoeck & Ruprecht, Göttingen 1983(engl.: Anthropology in Theological Perspective, 1985)
- (Hrsg.:) Verbindliches Zeugnis (3 Bde.) 1992. 1995.
- Grundlagen der Ethik. Philosophisch-theologische Perspektiven. UTB 2458. 1996. 2., durchges. und erg. Aufl. Vandenhoeck & Ruprecht, Göttingen 2003  (ISBN 3-8252-2458-9) Inhaltsverzeichnis
- Theologie und Philosophie. Ihr Verhältnis im Lichte ihrer gemeinsamen Geschichte. Vandenhoeck & Ruprecht, Göttingen 1996  (ISBN 3-525-56189-X)
- Problemgeschichte der neueren evangelischen Theologie in Deutschland. Von Schleiermacher bis zu Barth und Tillich. UTB 1979. Vandenhoeck und Ruprecht, Göttingen 1997  (ISBN 3-8252-1979-8)
- [zusammen mit Bernd Jochen Hilberath (Hrsg.):] Zur Zukunft der Ökumene. Die "Gemeinsame Erklärung zur Rechtfertigungslehre". Pustet, Regensburg 1999  (ISBN 3-7917-1626-3)
- Hintergründe des Streites um die Rechtfertigungslehre in der evangelischen Theologie. Vorgetragen in der Sitzung vom 14. Januar 2000. Sitzungsberichte / Bayerische Akademie der Wissenschaften, Philosophisch-Historische Klasse 2000,3. Verl. der Bayerischen Akad. der Wiss., München 2000  (ISBN 3-7696-1609-X)
- Beiträge zur systematischen Theologie. 3 Bde. Vandenhoeck & Ruprecht, Göttingen 1999/2000 (mehrbändige Aufsatzsammlung)
  - Bd. 1: Philosophie, Religion, Offenbarung. 1999  (ISBN 3-525-56194-6)
  - Bd. 2: Natur und Mensch - und die Zukunft der Schöpfung. 2000  (ISBN 3-525-56193-8)
  - Bd. 3: Kirche und Ökumene. 2000  (ISBN 3-525-56197-0)
- Freude des Glaubens. Predigten. Claudius, München 2001  (ISBN 3-532-62262-9)
- Beiträge zur Ethik. Vandenhoeck & Ruprecht, Göttingen 2004  (ISBN 3-525-56950-5)
- Analogie und Offenbarung. Eine kritische Untersuchung zur Geschichte des Analogiebegriffs in der Lehre von der Gotteserkenntnis, Vandenhoeck & Ruprecht, Göttingen 2007  (ISBN 3-525-56158-X) (um zwei Kapitel erweiterte Habilitationsschrift)